# Somerville Island (Brits-Columbia)
Somerville Island is een eiland in het westen van Brits-Columbia in Canada.

## Geografie
Het eiland heeft een oppervlakte van 54 vierkante kilometer en een kustlijn van 76 kilometer. Het ligt voor de kust van het Canadese vasteland dat zich ten zuiden en oosten van het eiland bevindt. Van het noorden tot westen wordt het eiland begrensd door de Portland Inlet met aan de overzijde Pearse Island in het noorden en Wales Island in het westen.
De wateren rond het eiland liggen in de mariene ecoregio Noord-Amerikaans Pacifisch Fjordland.